# 이재도
이재도(李在度, 1991년 8월 16일 ~ )는 한국 프로농구 고양 소노 스카이거너스 소속 농구 선수이다.
포지션은 포인트 가드이며 빠른 발을 이용한 속공전개능력과 돌파가 장점이다.

## 부산 kt 소닉붐
2013년 KBL 드래프트에서 1라운드 5순위로 부산 kt 소닉붐에 지명되었다.
2014-15시즌에 외곽슛까지 장착하게 되면서 팀의 주축 선수로 자리 매김 하였고
2011-12시즌 이후 3시즌 만에 부활한 기량발전상의 주인공이 되었다.
이후 팀의 주축선수로 활약하다가 2017-2018시즌 신인드래프트에서 허재 감독의 차남인 허훈이 합류하면서 두명이 같이 뛰면 신장이 작아서 내보내기도 그렇뿐더러 포지션도 포인트가드로 겹친다. 결국은 2017년 11월 23일에 김승원과 함께 안양 KGC인삼공사로 트레이드되었다.

## 안양 KGC인삼공사시절
이적 후 친정팀인 부산 kt 소닉붐과의 첫 경기에서 3점 1리바운드 2어시스트에 5반칙 퇴장하면서 트레이드 맞상대인 김기윤에 판정패하였다.
이적 후 첫 경기에서 3점 2어시스트로 기대에 못 미쳤지만 이후 4경기에서 10.7점 4.1어시스트를 기록했다. 금세 안양 KGC인삼공사의 시스템에 녹아들며 자신의 진가도 조금씩 나타내고 있다.
시즌이 끝난후 상무 농구단에 지원하였고, 합격하였다.
김승기 감독이 전성현과 함께 오매불망 기다리고 있는 선수이다.

## 상무 농구단시절
2018년 5월 14일 입대하며, 전역일은 2020년 1월 8일이다.

## 안양 KGC인삼공사복귀
2020년 1월 8일 팀동료인 전성현과 함께 제대하였다.
복귀후 첫경기인 1월 11일 창원 LG 세이커스와의 경기에서 제대 후 첫경기를 치렀다. 복귀 첫경기에서 준수한 경기력을 보여주었지만 팀의 연장에서 패배하였다. 이후 경기들에서 박지훈과 출장시간을 분배하면서 경기에 나서고 있다. 점차 출장시간을 늘려가다 주전가드로 활약하고 있다.
2020-2021 시즌 팀의 54게임 전경기에 출장하며 정규리그 3위를 이끌었고 플레이오프에서 퍼펙트 텐인 10전 전승 우승 주역으로 맹활약했다.

## 창원 LG 세이커스시절
FA를 통해 창원 LG 세이커스로 이적했다.
이적 이후 이관희와 함께 LG의 백코트 라인에서 활약중이다.
2022-2023 시즌 팀의 암흑기 탈출 주역으로 활약했으며 정규리그 2위를 이끌었다.
2년 연속 54경기 전경기 출장을 통해 팀의 핵심 선수로 활약하고 있다.
2023-2024 시즌에는 kt 시절 6개월 함께했던 양홍석과 재회하며 팀의 상위권을 이끌고 있다.

## 학력
- 삼선초등학교
- 삼선중학교
- 용산고등학교
- 한양대학교

## 수상 내역
- 2009년 제41회 대통령기 남고부 우수상
- 2014~2015 한국농구대상 기량발전상
- 2014~2015 KCC 프로농구 기량발전상
- 2016~2017 KCC 프로농구 수비 5걸

## 경력
- 2013년 제36회 이상백배 한일 대학선발 대표팀
- 2013년 하계 유니버시아드 남자 농구 대표팀
- 2013~14시즌 프로 농구 올스타전 - 루키올스타
- 2014~15시즌 프로 농구 올스타전 - KBL 선발팀
- 2014~15시즌 프로 농구 올스타전 - 주니어팀 베스트5
- 2015년 하계 유니버시아드 남자 농구 대표팀
- 2015~2016 한국프로농구 올스타전 - 주니어팀 베스트5
- 제 38회 윌리엄존스컵 남자 농구 대표팀
- KBL 올스타전 2016-17 - 주니어팀
- 2017년 FIBA 아시아컵 동아시아 선수권대회 남자 농구 대표팀

## 에피소드
- 2017-2018시즌을 마치고 군입대가 확정적이여서 이적해도 이번 시즌에는 3-4개월 정도밖에 못뛰기 때문에 트레이드 할 줄을 몰랐다고 한다.